# 튤립
튤립(Tulip, 문화어: 튜리프)은 백합과의 여러해살이풀로 산자고속 식물의 총칭이다. 울금향(鬱金香)이라고도 한다. 남동 유럽과 중앙아시아가 원산지이다. 내한성 구근초로 가을에 심는다. 4월이나 5월에 종 모양의 꽃이 핀다. 나리꽃등과 더불어 알뿌리로 번식하는 식물중 하나이다. 대한민국 경기도 고양시나 일본 니가타현 니가타시에서는 이 식물을 특산물로 판매하고 있다.

## 특징
내한성 구근초로 가을에 심는다. 비늘줄기는 난형이고 원줄기는 곧게 서며 갈라지지 않는다. 잎은 밑에서부터 서로 연속하여 어긋나고 밑부분은 원줄기를 감싼다. 잎은 길이 20-30cm로 넓은 피침형 또는 타원상 피침형이고 가장자리는 물결 모양이며 안쪽으로 다소 말린다. 또 잎의 빛깔은 청록색 바탕에 흰빛이 돌지만 뒷면은 짙다.

### 꽃
꽃은 4-5월에 1개씩 위를 향하여 피고 길이 7cm 정도로 넓은 종 모양이다. 꽃받침은 위로 다소 퍼지지만 옆으로는 퍼지지 않으며 수술은 6개이고 암술은 2cm 정도로서 녹색을 띠고 원주형이다. 튤립에는 여러 가지 계통이 있는데 대표적인 것에는하이브리드 다윈계 등이 있으며, 다윈계와 하이브릿 다윈계가 중요시된다.

## 재배
번식은 종자를 9월에 파종하면 6-7년이 지나야 개화하므로 주로 자구번식에 의한다. 절화재배시에는 큰 구를 쓰는 것이 좋다.
- 보통재배：토질은 점질양토가 좋으며 배수가 잘 되지 않는 곳에서는 부패한다. 건조하고 유기물이 부족한 곳에서는 정상적인 생육이 안되며, 바이러스병에 걸리기 쉽다. 10월에 노지에 비늘줄기를 심는데, 재식거리는 15-18cm, 깊이는 6-9cm가 알맞다. 유기물을 충분히 주어야 하며 심은 후에는 피복을 하는 것이 좋다. 빠른 것은 3월, 늦은 것은 5월에 개화하며 보통 한국 기후에서는 비늘줄기를 다시 쓸 수 있게 키우는 것은 힘들며 겨울이 춥지 않고 습기가 많아야 한다.
- 촉성재배：꽃이 피게 하는 시기에 따라 촉성과 반촉성으로 나누는데, 낮은 온도에 민감한 품종을 쓰도록 하여야 한다. 비늘줄기는 충실한 것을 소독하여 냉장처리를 하고, 처리가 끝나면 즉시 심는다. 촉성재배일 때는 온실 베드의 전후작 관계로 얕은 상자에 심는 것이 좋으며 10-12cm 간격으로 비늘줄기의 머리가 흙 위로 약간 올라오게 심는다. 심은 뒤에는 서늘하고 그늘진 곳으로 옮기고 가끔 물을 주며 온실에 넣은 뒤에는 9cm 정도로 자랄 때까지 15°C 정도의 온도를 유지한다.

## 이용
화단이나 화분용 또는 절화용으로 쓰인다. 화단에는 아주 잘 어울리며 화분 생산도 유리하다. 특히 비늘줄기 생산도 영리적으로 실시된다. 화분은 2-3월에 내고 비늘줄기는 9월에 내도록 한다. 촉성재배로 생산되는 절화용은 빛깔이 나기 시작하여 2일 정도 지나서 자르고, 노지에 심은 것은 빛깔이 제대로 난 다음에 자른다.

## 종

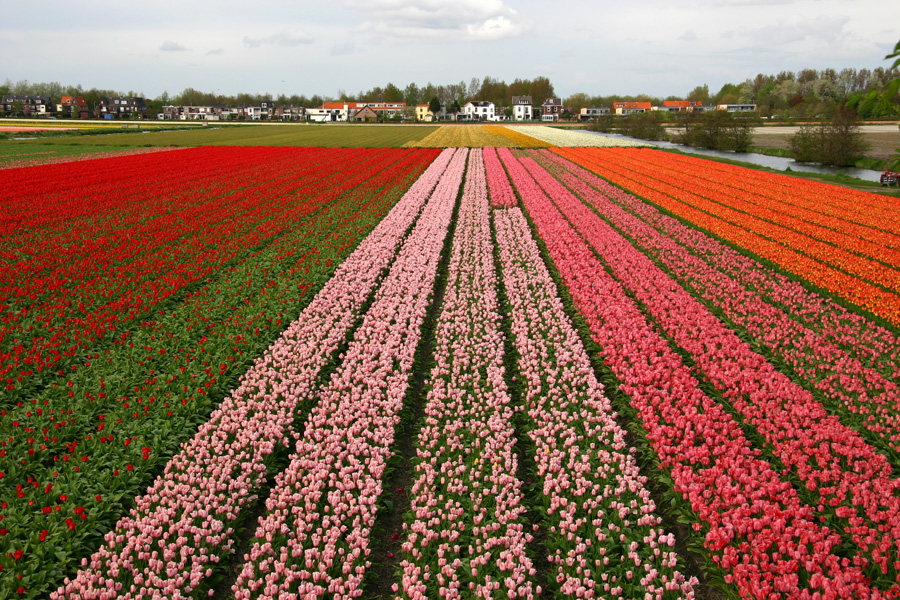
네덜란드의 튤립 재배

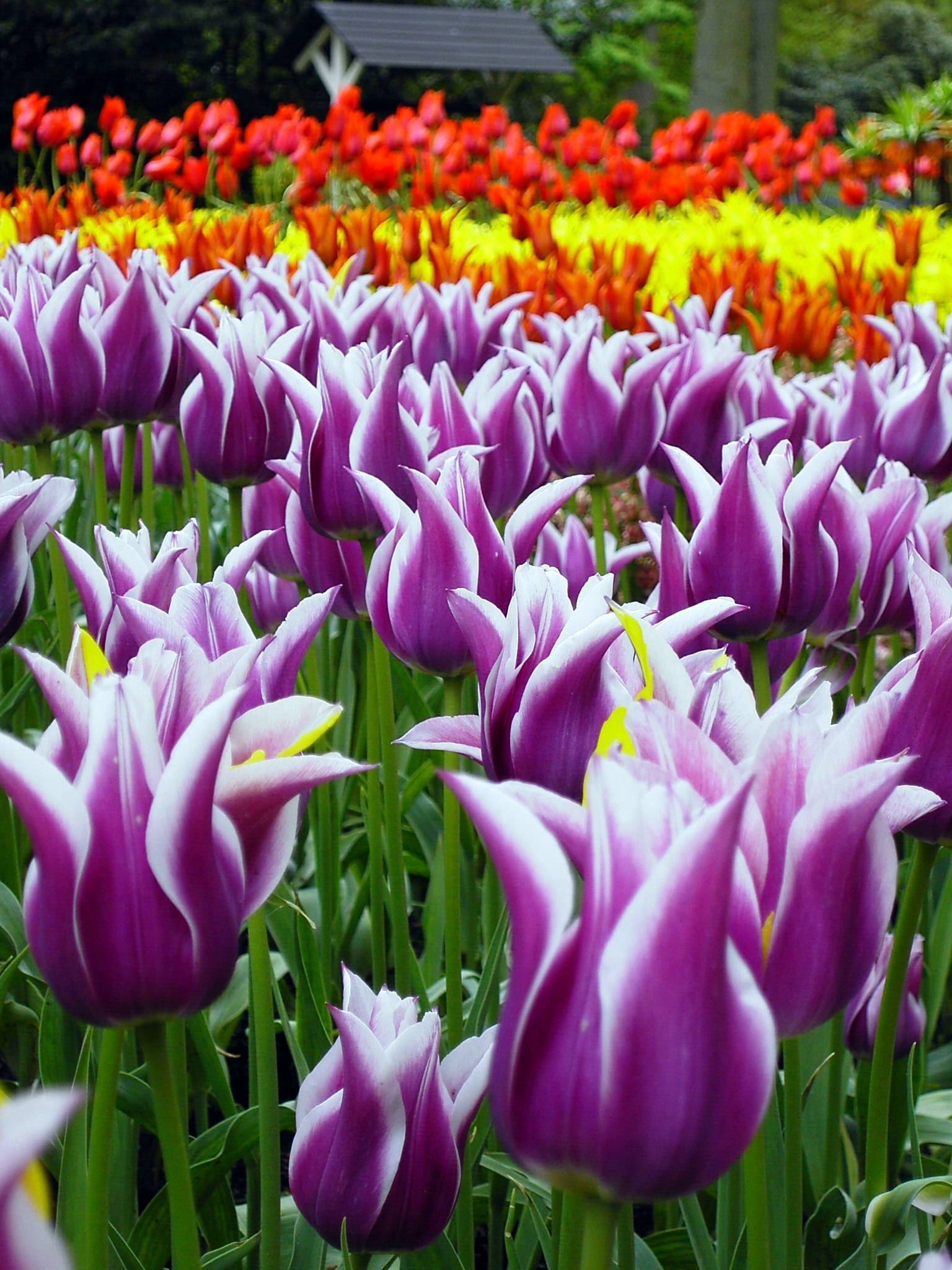
네덜란드 리세의 큐켄호프

| - Tulipa acuminata (Horned Tulip) - Tulipa agenensis (Eyed Tulip) - Tulipa armena - Tulipa aucheriana - Tulipa batalinii - Tulipa bakeri - Tulipa biflora - Tulipa borszczowii - Tulipa butkovii - Tulipa carinata - Tulipa celsiana - Tulipa clusiana (Lady Tulip) - Tulipa cretica - Tulipa cypria - Tulipa dasystemon - Tulipa didieri - Tulipa dubia - Tulipa edulis (산자고) - Tulipa ferganica - Tulipa gesneriana - Tulipa goulimyi - Tulipa greigii | - Tulipa grengiolensis - Tulipa heterophylla - Tulipa hoogiana - Tulipa humilis - Tulipa hungarica - Tulipa iliensis - Tulipa ingens - Tulipa julia - Tulipa kaufmanniana (Waterlily Tulip) - Tulipa kolpakowskiana - Tulipa korolkowii Regel - Tulipa kurdica - Tulipa kuschkensis - Tulipa lanata - Tulipa latifolia - Tulipa lehmanniana - Tulipa linifolia (Bokhara Tulip) - Tulipa marjolettii - Tulipa mauritania - Tulipa micheliana - Tulipa montana - Tulipa orphanidea (Orange Wild Tulip) - Tulipa ostrowskiana - Tulipa platystigma - Tulipa polychroma | - Tulipa praecox - Tulipa praestans - Tulipa primulina - Tulipa pulchella - Tulipa retroflexa - Tulipa saxatilis - Tulipa sharonensis - Tulipa sprengeri Baker - Tulipa stapfii - Tulipa subpraestans - Tulipa sylvestris (Wild Tulip) - Tulipa systola - Tulipa taihangshanica - Tulipa tarda - Tulipa tetraphylla - Tulipa tschimganica - Tulipa tubergeniana - Tulipa turkestanica - Tulipa undulatifolia - Tulipa urumiensis - Tulipa urumoffii - Tulipa violacea - Tulipa whittalli |

## 같이 보기
- 산자고
- 튤립 파동